# Finlandia ai Giochi della IV Olimpiade
La Finlandia partecipò ai Giochi della IV Olimpiade che si sono svolti a Londra dal 25 agosto all'11 settembre 1908, con una delegazione di 62 atleti impegnati in sei discipline.